# Magnolia platyphylla
Espèce
Statut de conservation UICN

 DD  : Données insuffisantes
Magnolia platyphylla est une espèce de plantes à fleurs de la famille des Magnoliaceae. C'est un arbre trouvé aux Philippines.

## Description
C'est un arbre.

## Répartition et habitat
L'espèce est trouvée aux Philippines : Leyte, Mindanao (Zamboanga).
Elle pousse en milieu tropical humide.